# شته معمولی گندم
شته معمولی گندم (نام علمی: Schizaphis graminum) یا شته سمی گندم (Toxoptera graminum) نام یک گونه از تیره شتگان است.

## ویژگی‌ها
در شتهٔ معمولی گندم خسارت به صورت نقاط بی‌رنگ روی برگ، پیچیدگی و لوله‌ای شدن برگ‌ها، علائم در پاییز و زمستان به صورت لکه‌هایی با گیاهان مرده ظاهر می‌شود. در ذرت لکه‌های قرمز رنگ در محل تغذیه دیده می‌شود.
تغذیه از شیره دانه‌های تازه تشکیل شده باعث پوکی و چروکیدگی آن‌ها می‌گردد. بیشترین فعالیت در اواخر زمستان و اوایل بهار (زمان پنجه‌زنی) است.
زمستان به صورت تخم روی غلات و علف‌های هرز گندمیان، در شرایط معتدل به صور مختلف رشدی. دارای دیاپوز اختیاری است. ناقل ویروس موزائیک کوتولگی ذرت و ویروس زردی جو می‌باشد.
محل ترجیحی فعالیت آن لابلای برگ‌ها و غلاف است و تا زمان شدید نشدن خسارت خود را نشان نمی‌دهد. کنترل آن با سموم امولسیون بادوام انجام می‌گیرد.